# Шамово (Могилёвская область)

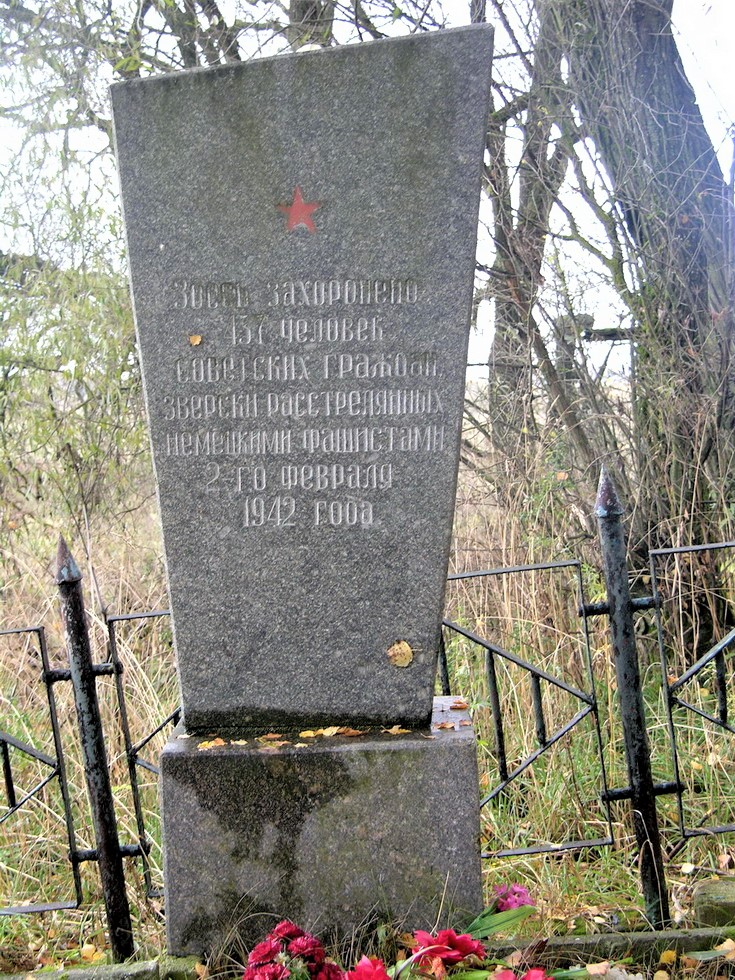
Памятник евреям

Ша́мово (бел. Шамава) — деревня в Мстиславском районе Могилёвской области Белоруссии. Входит в состав Подсолтовского сельсовета.

## География
Деревня находится в северо-восточной части Могилёвской области, в пределах Оршанско-Могилёвской равнины, на берегах реки Рухвы, к северу от автодороги Р15, на расстоянии примерно 28 километров (по прямой) к северо-западу от Мстиславля, административного центра района. Абсолютная высота — 201 метр над уровнем моря.

## История
В конце XVIII века деревня входила в состав Мстиславского воеводства Великого княжества Литовского. Действовала униатская церковь.
Согласно «Списку населенных мест Могилёвской губернии» 1910 года издания населённый пункт являлся центром Шамовского сельского общества Шамовской волости Мстиславского уезда Могилёвской губернии. Имелось 108 дворов и проживало 655 человек (364 мужчины и 291 женщина).
До 2013 года Шамово входило в состав ныне упразднённого Раздельского сельсовета.

## Население
По данным переписи 2009 года, в деревне проживал 91 человек.